# Kirguistán en los Juegos Olímpicos de Turín 2006
Kirguistán estuvo representado en los Juegos Olímpicos de Turín 2006 por un deportista masculino que compitió esquí alpino.
El portador de la bandera en la ceremonia de apertura fue el esquiador alpino Ivan Borisov. El equipo olímpico kirguís no obtuvo ninguna medalla en estos Juegos.